# Sauce au pain

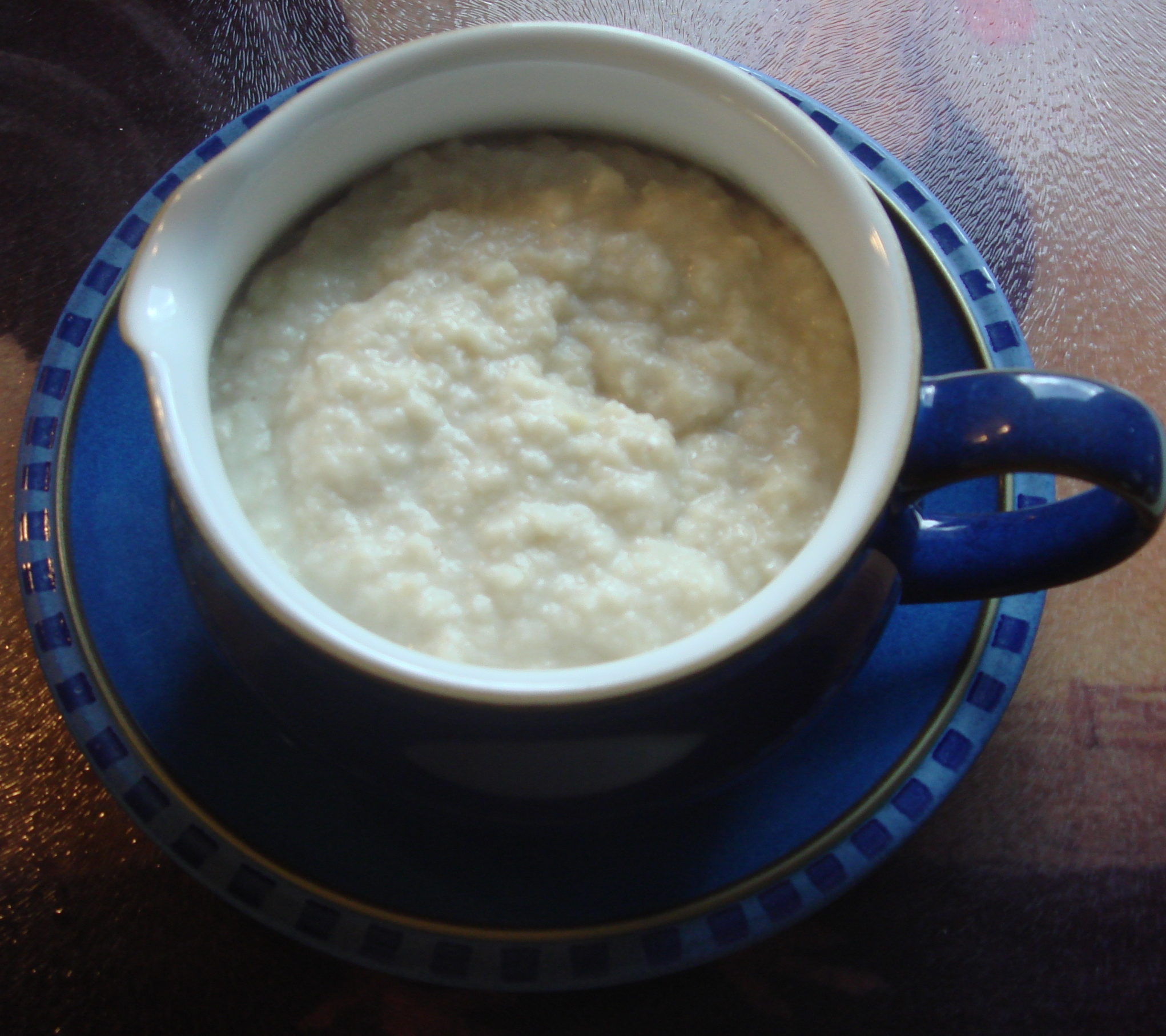
Sauce au pain.

La sauce au pain est une sauce britannique chaude ou froide à base de lait, épaissie avec de la chapelure, généralement consommée avec du poulet rôti ou de la dinde,,.

## Recette
La recette classique est à base de lait et d'oignon, avec de la chapelure et du beurre ajoutés comme épaississants, assaisonnés de noix de muscade, de clou de girofle, de feuille de laurier, de poivre et de sel,.

## Histoire
Rescapée des sauces médiévales épaissies par le pain, la sauce au pain britannique traditionnelle est faite de lait, de beurre ou de crème et de chapelure, aromatisée avec de l'oignon, du sel, des clous de girofle, du macis, du poivre et du laurier, avec la graisse du rôtissage souvent ajoutée. Elle accompagne généralement les plats à base de volailles domestiques tels que la dinde ou le poulet. L'usage de pain légèrement rassis est recommandé. La sauce au pain remonte au moins à l'époque médiévale, lorsque les cuisiniers utilisaient le pain comme agent épaississant pour les sauces. Une telle utilisation du pain vient probablement du fait que les cuisiniers voulaient écouler leurs stocks de pain rassis et qu'ils ont découvert qu'il pouvait être incorporé aux sauces pour les rendre plus épaisses,,,,.